# Ахом
Королівство Агом (асс. আহোম ৰাজ্য, гінді आहोम साम्राज्य? англ. Ahom kingdom, також Королівство Ассам; 1228—1826) — держава у долині річки Брахмапутра, зосереджена навколо території сучасного індійського штату Ассам.

## Історія
Засновником держави був Сукапгаа, шанський принц з Монґ Мао. Він перетнув Паткайські гори та заснував державу у долині річки Брахмапутра, між царствами Чутія та Качарі. Розширюючись у західному та південному напрямках, царство перетворилось на багатонаціональну державу. Особлива експансія відзначалась за часів правління Сугунґмунґа у XVI столітті.
Під час володарювання Судінґпаа було встановлено перші контакти з моголами. Судінгфаа майже цілком звільнив країну від впливу моголів, а за часів правління його сина, Сутамли, Агом перебував на піку своєї могутності.
Після повстання Моаморіа королівство ослабло, а потом стало жертвою вторгнення бірманців. Перша англо-бірманська війна призвела до поразки бірманців, і за угодою в Яндабу 1826 року британці взяли Ахом під свій контроль.